# The Thaiger
The Thaiger er et thailandsk online, engelsksproget nyhedsmedie etableret i 2018, ejet af Digitial Broker Ventures. The Thaiger er et såkaldt rebrand (opdatering) af den trykte regionale avis, The Phuket Gazette, grundlagt i 1993 af The Phuket Gazette Co. Ltd., udgivelsen ophørte i 2017.
Gennem selskabet, The Thaiger Pte. Ltd., blev virksomheden udvidet ud over, at rapportere nyheder til også at omfatte andre områder, såsom e-handel og medieproduktion. Siden 2024 er The Thaiger tillige ejer af det i 2003 etablerede, engelsksprogede sociale medie og nyhedssite for udlændinge, ASEAN NOW, oprindeligt navngivet Thai Visa.